# Gonaxia ampullacea
Gonaxia ampullacea är en nässeldjursart som beskrevs av Vervoort 1993. Gonaxia ampullacea ingår i släktet Gonaxia och familjen Sertulariidae. Inga underarter finns listade i Catalogue of Life.